# Serena Arrighi
Serena Arrighi (Carrara, 19 settembre 1972) è una politica italiana, sindaca di Carrara dal 28 giugno 2022.

## Biografia
Nata a Carrara, Serena Arrighi ha conseguito la laurea in ingegneria per l’ambiente e il territorio presso l’Università degli Studi di Firenze. Dopo la laurea, ha intrapreso la carriera nel settore informatico, diventando imprenditrice a 34 anni. È fondatrice e amministratrice delegata di BNova, azienda specializzata in soluzioni di big data e data science. 

### Carriera politica
Alle elezioni amministrative del 2022, sostenuta da una coalizione di centrosinistra comprendente Partito Democratico, Azione, Partito Repubblicano, Sinistra Civica Ecologista e altre liste civiche, è stata eletta sindaca di Carrara al ballottaggio con il 57,79% dei voti, diventando la seconda donna a ricoprire tale carica nella storia della città, dopo Emilia Fazzi Contigli. 